# 江口街道 (平昌县)
江口街道，原为元石乡、元石镇，是中华人民共和国四川省巴中市平昌县下辖的一个乡镇级行政单位。2018年撤乡设镇。。区划代码改为511923129。2020年5月，撤销元石镇，设立江口街道，将原元石镇毛庵社区、长垭社区、黄滩社区、香炉村、元盘村、秋风村、云顶村、檬梓村、双山村、华光村、白顶村、白马村、猫寨村和原江口镇望江社区、大宁社区、桥沟社区、临江社区、大运社区、风滩社区、高冠村、白沙村、草庙村、照灯村、摇铃村、荔枝社区1至2组、7至10组及同州街道双星社区、星光社区、福星社区、梅垭社区所属行政区域划归江口街道管辖。

## 行政区划
江口街道下辖以下地区：
毛庵村、香炉村、黄梅村、元盘村、柏桠村、秋风村、云顶村、檬子村、双山村、华光村、黄滩村、白顶村、白马村、猫寨村、长垭村和在街村。